# Xã Wheeling, Quận Guernsey, Ohio
Xã Wheeling (tiếng Anh: Wheeling Township) là một xã thuộc quận Guernsey, tiểu bang Ohio, Hoa Kỳ. Năm 2010, dân số của xã này là 686 người.